# Nick Shore
Nick Shore (*26. září 1992) je profesionální americký hokejista v současné době hrající za Los Angeles Kings v severoamerické lize NHL. Byl draftován ve 3. kole jako 82. celkově týmem Los Angeles Kings v roce 2011.

## Osobní život
Jeho bratr Drew Shore je také je také profesionální hráč v současné době hrající za Vancouver Canucks.

## Klubové statistiky
| Sezona     | Klub                | Soutěž     | Základní část | Základní část | Základní část | Základní část | Základní část | Play off | Play off | Play off | Play off | Play off |
| Sezona     | Klub                | Soutěž     | Z             | G             | A             | B             | TM            | Z        | G        | A        | B        | TM       |
| ---------- | ------------------- | ---------- | ------------- | ------------- | ------------- | ------------- | ------------- | -------- | -------- | -------- | -------- | -------- |
| 2013/2014  | Manchester Monarchs | AHL        | 68            | 14            | 24            | 38            | 36            | 4        | 0        | 1        | 1        | 0        |
| 2014/2015  | Los Angeles Kings   | NHL        | 34            | 1             | 6             | 7             | 10            | —        | —        | —        | —        | —        |
| 2014/2015  | Manchester Monarchs | AHL        | 38            | 20            | 22            | 42            | 16            | 19       | 4        | 14       | 18       | 2        |
| 2015/2016  | Los Angeles Kings   | NHL        | 68            | 3             | 7             | 10            | 32            | 1        | 0        | 0        | 0        | 0        |
| 2016/2017  | Los Angeles Kings   | NHL        | 70            | 6             | 11            | 17            | 20            | —        | —        | —        | —        | —        |
| 2017/2018  | Los Angeles Kings   | NHL        | 49            | 4             | 11            | 15            | 12            | —        | —        | —        | —        | —        |
| 2017/2018  | Ottawa Senators     | NHL        | 6             | 0             | 1             | 1             | 0             | —        | —        | —        | —        | —        |
| 2017/2018  | Calgary Flames      | NHL        | 9             | 1             | 2             | 3             | 4             | —        | —        | —        | —        | —        |
| 2018/2019  | [[]]                |            |               |               |               |               |               |          |          |          |          |          |
| NHL celkem | NHL celkem          | NHL celkem | 236           | 15            | 38            | 53            | 78            | 1        | 0        | 0        | 0        | 0        |